# Berga (Hiszpania)
Berga − miasto w Hiszpanii w Katalonii, siedziba comarki Berguedà.
Założone w 1360 r., w pobliżu miasta przepływa rzeka Llobregat. Miasto posiada wiele zabytków, m.in.: XVII wieczny kościół parafialny św. Eulalii czy Plaza de San Pedro.

## Współpraca
- Guernica, Hiszpania
- Tarascon-sur-Ariège, Francja
- Högsby, Szwecja